# Émirat de Dariya
1744–1818
Entités précédentes :
- Empire ottoman

Entités suivantes :
- Égypte ottomane

Le grand émirat de Diriyah (en arabe إمارة الدرعية الكبرى, ‘Imāra ad-Dir‘iyya), le premier État saoudien (الدولة السعودية الأولى, Al-Dawla Al-Su'odiyah Al-Oula), était un royaume arabe de la dynastie Al Saoud, laquelle prend le contrôle de la majeure partie de la péninsule d'Arabie entre 1744 et 1818.
Il naît lorsque l'émir de Dariya Mohammed Ibn Saoud (appelé « Ibn Saoud ») conclut un pacte avec Mohammed ben Abdelwahhab (appelé « Ibn Abdelwahhab »).
Le nouvel État s'étend progressivement à une grande partie de la péninsule Arabique, mais est mis en déroute  par les troupes ottomanes menées par Ibrahim Pacha lors de l'expédition du Najd en 1818.

## Histoire

### Pacte de Dariya
C'est en 1744, à Dariya, que naît le premier État saoudien,.
Mouhammad Ibn Abdelwahhab est alors à la recherche d'un bras armé afin de répandre sa croyance wahhabite après avoir commencé un travail auprès des populations locales. 
Ce bras armé lui est en effet nécessaire, car il a été chassé par les imams de la Mecque ne tolérant son enseignement. 
Il prend donc refuge à Dariya où il fait la rencontre de l'émir local, Mohammed Ibn Saoud (1710-1765), arrière-arrière-arrière-grand-père d'Abdelaziz ibn Saoud (1876/1880-1953), le fondateur de l'Arabie saoudite moderne. 
Ils passèrent un pacte visant à répandre ce qui est appelé plus tard le wahhabisme et à unifier les clans d'Arabie sous une même bannière.

### Conquête de la péninsule Arabique
Sous le commandement de Mohammed ben Saoud, ils prennent le contrôle de la région de Dariya. 
Après sa mort en 1765, son fils Abdelaziz prend sa suite et ils soumettent tout d'abord le Nejd, puis étendent son influence sur la côte orientale depuis le Koweït jusqu'aux frontières de l'Oman,. 
Ils perpètrent des raids sur les frontières de l'Irak et la Syrie, qui aboutissent à la mise à sac de la ville sainte chiite de Kerbala en 1802. 
Saoud, le fils d'Abdelaziz, lui succède en 1803. 
Les Saoudiens conquièrent ensuite les plateaux de l'Asir et la région du Hedjaz, et les deux villes saintes de Médine et de La Mecque. 
Prônant un monothéisme strict, ils détruisent les différentes idoles et les tombeaux de saints. 
L'Empire ottoman, qui exerce la souveraineté sur les villes saintes depuis 1517, voit ainsi son prestige chuter.

### Riposte ottomane
La tâche de détruire les Wahhabites est confiée par le sultan au vice-roi d'Égypte, Méhémet Ali. 
En 1811, celui-ci envoie des troupes traverser la mer Rouge et conquérir le Hedjaz. 
Son fils, Ibrahim Pacha, qui commande les forces ottomanes au cœur du Nejd, reconquiert la région ville par ville. 
Enfin, il atteint la capitale saoudienne, Dariya, et la place en état de siège pendant plusieurs mois jusqu'à ce qu'elle cède en septembre 1818.
Ibrahim Pacha expulse la plupart des membres des familles Al Saoud et Al Abelwahhab en Égypte et à Constantinople, et ordonne la destruction systématique de Dariya, dont les ruines sont restées pratiquement inchangées depuis.
Le dernier chef saoudien, Abdallah ben Saoud ben Abdelaziz, après avoir été humilié et couvert de chaînes, est exécuté dans la capitale ottomane, et sa tête jetée dans les eaux du Bosphore,. 
Ainsi prend fin ce qui est connu plus tard comme le premier État saoudien, mais le mouvement wahhabite et la famille Al Saoud survivent et fondent un deuxième État saoudien qui dure de 1824 à 1891, puis un troisième, l'actuel royaume d'Arabie saoudite.

## Imams
- Mohammed ben Saoud ben Mohammed (1710-1765), 1726–1744 (émir de Dariya), 1744–1765 (imam de l'État saoudien)
- Abdelaziz ben Mohammed ben Saoud 1765–1803 (1179–1218 H)
- Saoud ben Abdelaziz ben Mohammed 1803–1814 (1218–1233 H)
- Abdallah ben Saoud ben Abdelaziz 1814–1818

## Sources et liens externes
- (en) Cet article est partiellement ou en totalité issu de l’article de Wikipédia en anglais intitulé « Emirate of Diriyah » (voir la liste des auteurs).
- Jacques Benoist-Méchin, Ibn Séoud ou la naissance d'un royaume', Complexe, 1991 (ISBN 2-87027-412-2, lire en ligne) (Une partie du livre peut-être consultée sur Google Books).
- Olivier Da Lage, Géopolitique de l'Arabie saoudite, Bruxelles, Complexe, 2006 (ISBN 2870276222, lire en ligne).
- (en) «The First and Second Saudi States» saudiaramcoworld.com